# Facundo Waller
Facundo Federico Waller Martiarena (ur. 9 kwietnia 1997 w Colonia del Sacramento) – urugwajski piłkarz występujący na pozycji lewego lub środkowego pomocnika, od 2023 roku zawodnik meksykańskiej Puebli.